# Hannsgeorg Beckert
Hannsgeorg Beckert (* 13. September 1927 in Lichtenstein/Sachsen; † 28. Mai 1978 in Frankfurt am Main; vollständiger Name Hannsgeorg Paul Ludwig Beckert) war ein deutscher Architekt.

## Leben
Nach Reichsarbeitsdienst in Prag, Einsatz an der deutschen Ostfront und anschließender Kriegsgefangenschaft, aus der Hannsgeorg Beckert fliehen konnte, holte er 1946 das Abitur nach und begann ein Architekturstudium an der Technischen Hochschule Karlsruhe. Er belegte u. a. Vorlesungen bei Egon Eiermann.
Ab 1951 war Beckert im Architekturbüro Apel, Letocha, Rohrer, Herdt in Frankfurt am Main tätig. 1953 eröffnete Otto Apel ein eigenes Büro, für das Hannsgeorg Beckert fortan als freier Mitarbeiter arbeitete. 1961 gründete Otto Apel mit dem Ingenieur Gilbert Becker und Hannsgeorg Beckert ein gemeinsames Architekturbüro, das sie „ABB“ (Apel, Beckert & Becker) nannten. Nach dem Tod Otto Apels 1966 wurde dieser Name fortgeführt, nunmehr stand er für „Architekten Beckert + Becker und Partner“. Als Hannsgeorg Beckert 1978 starb, führten die Partner Becker, Hanig, Scheid und Schmidt das Architekturbüro fort, das dann u. a. die seit Mitte der 1970er-Jahre zunächst für die Schörghuber-Gruppe geplante Bebauung auf dem Gelände des Löwensteinschen Palais’ in Frankfurt am Main ab Ende 1978 mit einem doppeltürmigen Bürohochhaus für die Deutsche Bank baute.

## Werk (Auswahl)
Im Büro von Otto Apel:
- 1957–1963: Städtische Bühnen[2] in Frankfurt am Main
- 1958–1961: Haus der Elektrotechnik[3] in Frankfurt am Main
- 1958–1961: Wartungsanlage der Lufthansa auf dem Flughafen Frankfurt am Main: Flugzeughalle III (Schmetterlingsbau),[4] Simulator, Borddienst-, Werkstättengebäude, Kantine (zusammen mit Rudolf Jäger, Alfred Mehmel, G. Petry und J. Schmidt)
- 1959–1961: Städtisches Krankenhaus in Frankfurt-Höchst

Mit ABB:
- 1960–1963: Intercontinental Hotel[5] in Frankfurt am Main (verantwortliche Architekten: W. Hanig, H. G. Heimel)
- 1961–1965: IBM-Rechenzentrum[6] in Frankfurt am Main (Jäger, Krätzschmar) sowie weitere Bauten für IBM in Sindelfingen, Mainz und Essen
- 1962–1965: Intercontinental Hotel in Hannover (H. D. Scheid)
- 1962–1968: Abteilung Erziehungswissenschaften der Justus-Liebig-Universität Gießen (W. Hanig)
- 1964–1968: Nordwestzentrum in der Nordweststadt in Frankfurt am Main (D. Praeckel)
- 1965–1967: Bürogebäude der Braun AG in Kronberg (H. D. Scheid)
- 1967–1972: Zentrale der Deutschen Bundesbank[7] in Frankfurt am Main
- 1968–1971: Wartungshalle V[8] der Deutschen Lufthansa auf dem Flughafen Frankfurt am Main (J. Schmidt, L. Ey)
- 1969–1973: Max-Planck-Institut für Biochemie[9] in Planegg/Martinsried
- 1974–1980: „Silberturm“ der Dresdner Bank AG in Frankfurt am Main (H. D. Scheid, G. Schäffel, D. Mayer)